# Cochonilha-farinhenta
Cochonilhas-farinhentas é o nome vulgar dos insetos da família Pseudococcidae, uma família de cochonilhas-de-escama que se podem encontrar em climas quentes e úmidos.  São consideradas pragas já que se alimentam de seiva de plantas de estufa, plantas domésticas e árvores subtropicais.
Apresentam um dimorfismo sexual muito acentuado. As fêmeas são neoténicas, isto é, mantêm muitas das características do ínstar de ninfa, e são ápteras (sem asas). Ao contrário da maioria das outras fêmeas da superfamília Coccoidea, mantêm os seus apêndices locomotores no estado adulto. Os machos são alados e sofrem transformações mais significativas no seu desenvolvimento morfológico. Como as cochonilhas-farinhentas, como qualquer  Hemiptera, são insetos hemimetabólicos, não passam por metamorfose completa no sentido real da palavra, isto é, não passam por fases larvares, fase pupal e fase adulta, e as asas não se desenvolvem internamente. Contudo, as cochonilhas-farinhentas macho apresentam mudanças radicais ao longo do seu ciclo de vida, passando de formas ápteras ovóides na fase de ninfa para adultos com forma semelhante à das vespas.
As fêmeas alimentam-se da seiva de plantas, geralmente em raízes e em fendas na superfície das plantas. Fixam-se à planta e segregam uma camada de cera em pó (daí a designação de farinhentas) usada para a sua protecção. Os machos, por seu lado, têm vida curta já que não se alimentam durante toda a fase adulta, vivendo apenas o suficiente para fertilizar as fêmeas.

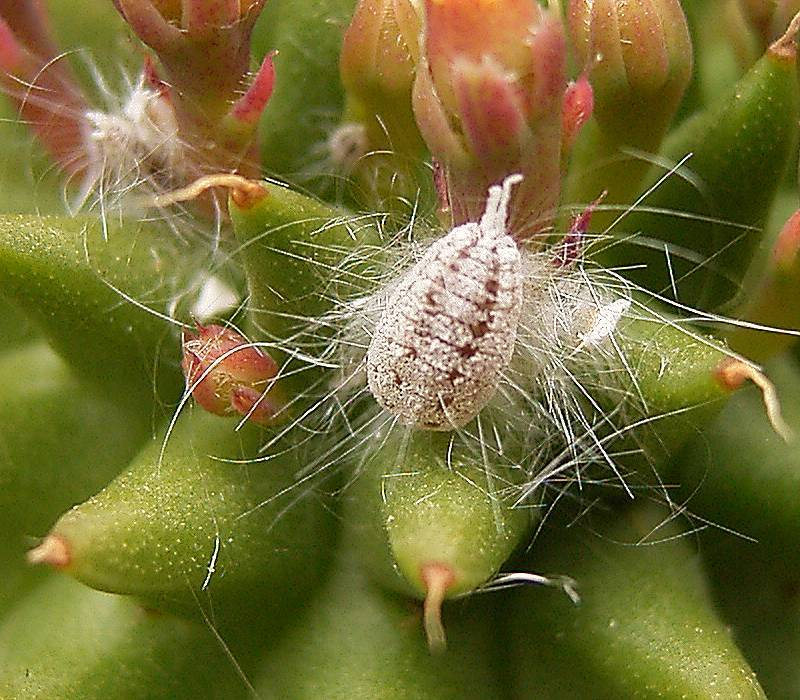
Cochonilha-farinhenta.

Algumas espécies de cochonilhas-farinhentas põem os ovos na mesma camada de cera usada para a sua protecção em quantidades que variam entre 50–100 ovos; outras espécies nascem diretamente da fêmea.
As pragas mais importantes são provocadas pela cochonilha-branca, que se alimenta de citrinos; outras espécies provocam danos na cultura da cana-do-açúcar, uvas, ananás, cafeeiro, mandioca, fetos, cactos, gardénias e orquídeas. As cochonilhas-farinhentas têm a constituir pragas apenas em presença de formigas porque estas protegem-nas dos seus predadores e parasitas. Também podem infestar plantas carnívoras, como as do género Sarracenia, sendo difícil erradicá-las sem a aplicação repetida de insecticidaa como a diazinona. Pequenas infestações, geralmente, não provocam grandes danos. Em maiores quantidades podem, contudo, induzir à queda da folhagem das plantas.